# Fool for Your Loving
Fool for Your Loving – piosenka rockowa zespołu Whitesnake, wydana w 1980 roku jako singel promujący album Ready an’ Willing, ponownie wydana jako singel w 1989 roku.

## Charakterystyka
Inspiracją do napisania piosenki był rozpad pierwszego małżeństwa Davida Coverdale'a. Pierwotnie utwór został napisany dla B.B. Kinga.

## Wydanie i odbiór
Po raz pierwszy piosenka została wydana jako singel w 1980 roku, promując album Ready an’ Willing. Ta wersja zajęła 13. miejsce na UK Singles Chart oraz 53. pozycję na Hot 100. Piosenka została ponownie nagrana na album Slip of the Tongue z udziałem m.in. Glenna Hughesa. Ta wersja zajęła 43. miejsce w Wielkiej Brytanii oraz 37. w Stanach Zjednoczonych.
| Lista             | Pozycja | Źródło |
| ----------------- | ------- | ------ |
| Holandia          | 19      | [ 3 ]  |
| Irlandia          | 11      | [ 4 ]  |
| Kanada            | 37      | [ 5 ]  |
| Nowa Zelandia     | 22      | [ 3 ]  |
| Stany Zjednoczone | 37      | [ 2 ]  |
| Wielka Brytania   | 13      | [ 2 ]  |

## Covery
Utwór coverowali Joe Lynn Turner (1999), Steve Grimmett (2001) i Jorn (2007).